# ギブア
座標: 北緯31度49分24.14秒 東経035度13分52.14秒 / 北緯31.8233722度 東経35.2311500度
ギブア（英: Gibeah,ヘブライ語: גבעה Giv'a）は、旧約聖書に登場するベニヤミン族の町の名前である。日本語で「丘」を意味するヘブライ語の地名である。
エルサレムの北5kmにあり、海抜840mの位置にある。士師の時代ユダの地からエフライムの地に行く公道に面していた戦略上重要な町である。
ギブアはサウル王の出身地であり、それ以降王国の首都としての役割を果たした。